# Slaterocoris digitatus
Slaterocoris digitatus är en insektsart som beskrevs av Knight 1970. Slaterocoris digitatus ingår i släktet Slaterocoris och familjen ängsskinnbaggar. Inga underarter finns listade i Catalogue of Life.